# Ceylonaltica tarsata
Ceylonaltica tarsata es un coleóptero de la familia Chrysomelidae.
Fue descrita científicamente en 1997 por Doeberl.